# Delta Force
1st Special Forces Operational Detachment-Delta (1st SFOD-D), označovaná různě jako Delta Force, Combat Applications Group (CAG), Army Compartmented Elements (ACE), "The Unit", nebo v rámci Joint Special Operations Command (JSOC) Task Force Green, je elitní speciální vojenská jednotka Armády Spojených států. Hlavním úkolem Delty je působení proti terorismu, avšak jednotka je cvičená i pro plnění misí na osvobozování rukojmích, přepady, eliminaci skrytých (tajných) nepřátelských sil. Delta Force a její obdoba v námořnictvu, DEVGRU (také známa jako SEAL Team Six) patří mezi nejelitnější speciální jednotky a dvě hlavní protiteroristické jednotky Spojených států. Obě spadají pod Společné velitelství speciálních operaci (Joint Special Operations Command).
Členové Delta Force jsou vybíráni především z elitního 75. pluku Rangers nebo Zelených baretů, ačkoli členové mohou být vybráni z jiných jednotek speciálních operací a konvenčních sil napříč armádou a někdy i z jiných vojenských odvětví.

## Historie

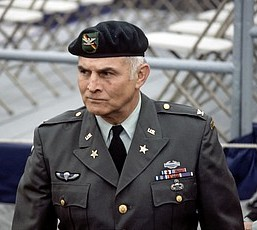
Zakladatel Delta Force Charles Beckwith v roce 1980

Jednotka byla založena 19. listopadu 1977. U vzniku jednotky stál plukovník Charles Beckwith, proslulý příslušník Zelených baretů, který se dostal do povědomí díky svým bojovým akcím ve Vietnamu. V červnu 1962 absolvoval roční stáž v anglickém Herefordu, domově SAS. Tento výcvik mu dal impuls v vytvoření stejné jednotky u americké armády.
Počátkem 70. let došlo k řadě teroristických útoků, jako byl například únos izraelských atletů na olympiádě v Mnichově. V polovině roku 1978 si ze 183 vybral plukovník Charles Beckwith 53 adeptů, kteří zahájili výcvik. Následoval na počátku roku 1979 nárůst vojáků na 79 a ke konci téhož roku už čítala jednotka 99 členů.
První velkou šancí, kde mohli příslušníci jednotky ukázat, že si zaslouží být vojáky zvláštních jednotek, byla operace Eagle Claw. Bojovou pohotovost udržovala jednotka z důvodu narůstajícího počtu únosů letadel, ale nikde nebyla nasazena.
Jedna z proslulých bojových akcí Delty byla operace Gothic Serpent v Mogadišu v Somálsku v roce 1993. Zde byla jednotka Delta Force nasazena spolu s americkými Rangers a 160th SOAR. Úkolem akce bylo zatknout vůdce nejsilnějšího klanu tamější občanské války, Mohameda Farrah Aidida. Akce trvala šest týdnů a skončila neúspěchem, když při pokusu o zatčení 2 vysoce postavených členů klanu narazily americké síly na příliš velký odpor místní milice i drtivé většiny obyvatelstva. O život tehdy přišlo 19 amerických vojáků, z toho 6 členů jednotky Delta.

## Složení

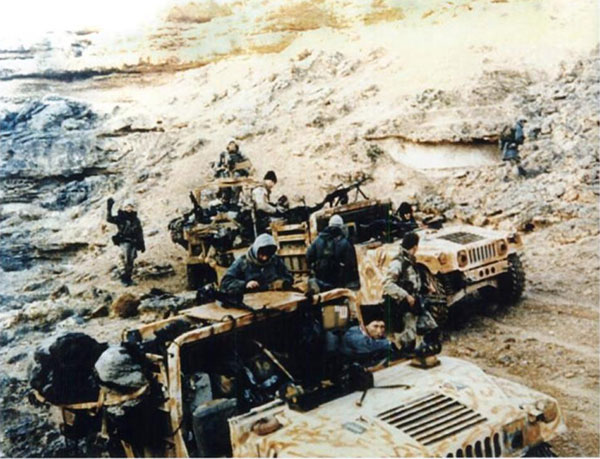
Vojáci Delta Force na snímku hluboko za iráckými liniemi během války v Zálivu v roce 1991

V současnosti jednotku tvoří dvě letky, které se dělí dále na dvě čety. 1st SFOD je zařazen do útvaru CTJTF, neboli Counter-Terrorist Joint Task Force – sdružený útvar boje proti terorismu a podřízena NCA, National Command Authority – vrchnímu státnímu velení.

## Podmínky přijetí
Uchazeči o službu v této jednotce musí splňovat tyto požadavky:
- občan Spojených států amerických
- být absolventem vysoké školy
- sloužit minimálně 2 roky v bezpečnostních složkách USA
- výsadkář nebo dobrovolník pro výsadkářský výcvik
- hodnost seržant, kapitán či major
- mít prověrku na stupeň TAJNÉ
- splnit testy fyzické zdatnosti
- splnit test fyzické zdatnosti FM 21-20 se ziskem minimálně 75 bodů
- být minimálně 1 rok ve velitelské funkci

## Výstroj a zbraně
Jednotka ke své práci využívá i tyto zbraně:
- pistole
  - Beretta 92F
  - CZ 75
  - SIG Sauer P228
- útočné pušky
  - Colt M4
  - HK 416
  - M16A2 Mini 14
  - M4A1
  - AR-15
  - Colt M733, M933
- samopaly
  - Walther MPK
  - H&K MP5SD
  - Ingram
  - Uzi
- lehký kulomet
  - M 249 Minimi
- univerzální kulomety
  - M60
  - M240B
- těžký kulomet
  - Browning M2

Výstroj:
V současné době (2006–2009) používá delta LCS systém od fy. Paraclete Armor v barvě smoke green a helmy TC-2000 a 2002 s držáky na noční vidění Anvis 6.

### Knihy
- Elitní jednotky světa, nakladatelství Naše vojsko Praha 2005, ISBN 80-206-0755-2
- Dan Brown "Anatomie Lži"